# Hans Mokka

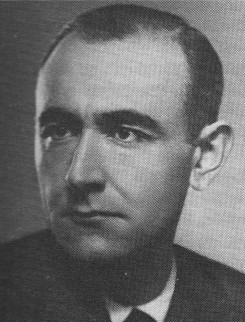
Hans Mokka, um 1940

Hans Mokka, Pseudonyme Peter Andres, Christian Schwärmer, Adalbert Rantschek (* 16. Mai 1912 in Temesvár, Komitat Temes, Königreich Ungarn, Österreich-Ungarn; † 9. Januar 1999 in Darmstadt) war ein deutscher Sänger klassischer Musik und Literat.

## Leben
Hans Mokka wuchs in der Rosengasse im Stadtteil Iosefin von Timișoara auf. Bis 1926 besuchte er das Piaristengymnasium. Darauf begann er eine Lehre als Buchdrucker. Während dieser Zeit gründete er im Arbeiterheim einen Literaturzirkel für Jungbuchdrucker. In den späten 1930er Jahren wurde er zum technischen Leiter eines Verlagshauses ernannt und war dort bis 1944 beschäftigt. Mokka nahm Geigenunterricht beim Béla Tomm und ließ sich in Timișoara und München zum Bariton ausbilden. Seine ersten Aufführungen von Opern und Operetten fanden ein geneigtes Publikum, so wurde er nach Beginn des Zweiten Weltkriegs einem Fronttheater zugeteilt. Mokka geriet in sowjetische Kriegsgefangenschaft und kehrte 1947 nach Timișoara zurück. Nach einem halben Jahr Untersuchungshaft ehelichte er 1948 die Pianistin und Lyrikerin Irene Mokka. In Timisoara war er bis 1956 als Opernsänger und von 1957 bis 1968 als Schauspieler am Deutschen Staatstheater Temeswar tätig. Zwischen 1956 und 1968 wirkte er im Bachchor von Sibiu und als Solist. Nach dem Tod seiner Ehefrau Irene 1973 wirkte Hans Mokka vor allem bei musikalischen Veranstaltungen in Kirchen in Timișoara und bei volkstümlichen Kulturereignissen mit.
Schriftstellerisch äußerte sich Hans Mokka als Arbeiterdichter zuerst in ungarischen, dann in deutschen Versen. Seine ersten Gedichte veröffentlichte er 1928 in einer Schülerzeitung. 1938 und 1939 erschienen seine ersten Gedichtbände als Privatdrucke. Nach 1948 schrieb er neben seinen Publikationen in der „Temesvarer Zeitung“ auch in vielen deutschsprachigen Periodika Rumäniens sowie in den ungarischen Zeitungen Utunk, Igaz Szó, A Hét, und Előre. Während der Zeit des Stalinismus publizierte er zahlreiche „proletkultistische Texte“ und später einige „didaktizistische Jugendbücher“. Mokka war Mitautor der Anthologien „Friede und Aufbau“ (1950), „Deutsche Dichter der RVR (Rumänischen Volksrepublik)“ (1953), „Deutsche Erzähler der RVR“ (1955). Sein Zyklus „Erlebnisse in der Sowjetunion“ erschien in dem letztgenannten Sammelband. Dazu gehört auch das Prosastück „Der zerbrochene Hammerstiel“. 1971 erschienen patriotische Texte Mokkas in der rumänischen Propagandaanthologie „Înfrăţiţi slăvim partidul“ (deutsch Verbrüdert lobpreisen wir die Partei). In den 1960er Jahren veröffentlichte er unter anderem auch in Deutschland und Österreich. 1991 emigrierte Mokka nach Deutschland und ließ sich in Darmstadt nieder.
Gemäß der Literatur-Nobelpreisträgerin Herta Müller war Hans Mokka „ein wichtiger Zuträger“ des ehemaligen rumänischen Geheimdienstes Securitate, „der über alle Autoren der Aktionsgruppe Banat berichtet hat und häufig mit Aufträgen der Securitate aus Rumänien nach Deutschland kam.“ Auch die rumäniendeutschen Schriftsteller Richard Wagner und William Totok erhoben Vorwürfe über eine Agententätigkeit Mokkas von 1962 bis 1989, der in den Akten des Nationalen Rats für das Studium der Archive der Securitate unter den Codenamen Mayer und Hans Müller geführt worden sein soll. Die eingesehenen Unterlagen beschreiben weiter, dass Mokka bei einer Befragung 1962 geäußert haben soll, 1943 Mitglied der Waffen-SS geworden zu sein und dass er als Wächter und Bibliothekar im KZ Auschwitz und 1945 als Koch im KZ Ravensbrück tätig gewesen sei. In Auschwitz habe er auch für Offiziere des Lagers gesungen.

## Ehrungen
- Preis der Bukarester Zeitung Neuer Weg, 1953[1]

## Veröffentlichungen (Auswahl)
| | |
| - Stille Jugendtage, 1938 - Improvisationen, 1943 - Das Durchgangszimmer, Einakter, 1957 - Spitzbuben, Einakter, 1958 - Licht im Dorf, Schwank in zwei Bildern, 1959 - Die Hahnenfeder, Jugendverlag, Bukarest, 1967 - Urlaubsfreuden, Szenette, 1968 - Traumboot, Editura Kriterion, Bukarest, 1971 - Das Lebenselixier, Theaterstück, Rat für Kultur und sozialistische Erziehung, Bukarest, 1985 - Innere Landschaft. Gedichte, Albatros Verlag, Bukarest, 1985 - Traumhansl und Traumlieschen. Märchen und Volkserzählungen aus Temeswar, Ion Creangă Verlag, Bukarest, 1985 - Das unerwartete Geschenk. Anekdoten, Editura Kriterion, Bukarest, 1987 - Fröchliche Flunkereien, Ion Creangă Verlag, 1989, ISBN 9-73250-109-X - Promenada amintirilor, Excelsior Verlag, 1992, ISBN 973-9015-25-5 - Der Stromonkel und das Wassermännlein, Editura Kriterion, Bukarest, 1992 - Erlebtes Temeswar: Alttemeswarer Mosaik, Elwert Verlag, Marburg, 1992, ISBN 3-77080-994-7 - Cadențe timișorene, Excelsior Art Verlag, ISBN 9-73901-562-X - Umbre sub stele, Excelsior Art Verlag, ISBN 9-73901-554-9 | Mitverfasser von: - Friede und Aufbau, Anthologie, 1950 - Deutsche Dichter der RVR, Anthologie, 1953 - Deutsche Erzähler der RVR, 1955 - Das Lied der Unterdrückten, 1963 - Lirica Timisoreana, 1970 - Monumentul iubirii (Das Monument er Liebe), 19711 - Infratiti slavim partidul (Verbrüdert lobpreisen wir die Partei), 1971 - Jahrbuch deutscher Dichtung, 1978 Schallplatten: - Schubert-Chor Temeswar: Mein Heimatland, Banaterland, Werke von Johannes Brahms, Felix Mendelssohn Bartholdy, Franz Schubert, Robert Stolz, Leo Lehner, Josef Linster / Wilhelm Ferch, Quirin Rische; Bearbeitungen von Franz Stürmer, Viktor Loidl, Walter Michael Klepper. Solisten: Hans Mokka (Bass), Walter Berberich (Tenor), Liana Oarcea-Costin (Sopran), Werner Stein (Bariton); Leitung: Franz Metz. Konzertmitschnitt vom 16. Dezember 1983, Timișoara. |